# ليا فريدريش
ليا فريدريش (بالألمانية: Lea Sophie Friedrich)‏ (و. 2000  م) هي دراجة ألمانية.

## سجل الفوز

### سباقات أو مراحل فازت بها
| التاريخ        | السباق                                                                | المركز |
| -------------- | --------------------------------------------------------------------- | ------ |
| 23 أكتوبر 2021 | 2021 UCI Track Cycling World Championships – Women's 500 m time trial |        |
| 24 أكتوبر 2021 | 2021 UCI Track Cycling World Championships – Women's keirin           |        |
| 01 أغسطس 2024  | cycling at the 2024 Summer Olympics – women's sprint                  |        |